# Біллінгс (Монтана)
Біллінгс (англ. Billings) — місто (англ. city) в США, в окрузі Єллоустоун найбільше місто штату Монтана. Населення — 104 170 осіб (2010). За даними перепису в 2011 році населення Біллінгсу становило 105 636 мешканців. Це єдине місто штату Монтана, чисельність якого перевищує 100 000 осіб.
Наразі місто зазнає стрімкого розвитку та має сильну економіку.

## Історія
Місто було засноване в 1882 році та назване на честь президента Північно тихоокеанської залізниці Фредеріка Біллінгса.

## Географія
Біллінгс розташовується в південно-центральній частині штату, на березі річки Єллоустоун.
Біллінгс розташований за координатами 45°47′22″ пн. ш. 108°33′0″ зх. д. / 45.78944° пн. ш. 108.55000° зх. д. (45.789518, -108.549891).  За даними Бюро перепису населення США в 2010 році місто мало площу 112,74 км², з яких 112,44 км² — суходіл та 0,29 км² — водойми.

### Клімат
У Біллінгсі панує напівпосушливий клімат (BSk згідно класифікації кліматів Кеппена) з жарким літом і холодною, сухою зимою. Влітку температура може сягати 38 °C (1-3 рази на рік), взимку, у нічний час опускатися до −17 °C (17-18 таких ночей на рік). Опадів увигляді снігу випадає в середньому 146 см на рік, але через тепло, що приносить в місто вітер Чинук в період з грудня по березень, зазвичай сніг в Білінгсі надто сильно не накопичується і залишається на землі недовго. Взагалі перші заморозки — ранні (наприкінці вересня — на початку жовтня), а останні — пізні (наприкінці квітня — на початку травня). Весна та осінь в Біллінгсі зазвичай м'які, але короткі. Вітри, достатньо сильні час від часу, вважаються «легкими» в порівнянні з рештою Монтани.
| Клімат : Біллінгс                                                          | Клімат : Біллінгс | Клімат : Біллінгс | Клімат : Біллінгс | Клімат : Біллінгс | Клімат : Біллінгс | Клімат : Біллінгс | Клімат : Біллінгс | Клімат : Біллінгс | Клімат : Біллінгс | Клімат : Біллінгс | Клімат : Біллінгс | Клімат : Біллінгс | Клімат : Біллінгс |
| Показник                                                                   | Січ.              | Лют.              | Бер.              | Квіт.             | Трав.             | Черв.             | Лип.              | Серп.             | Вер.              | Жовт.             | Лист.             | Груд.             | Рік               |
| Абсолютний максимум, °C                                                    | 20,0              | 22,2              | 26,7              | 32,2              | 35,6              | 40,6              | 42,2              | 40,6              | 39,4              | 32,8              | 25,0              | 22,8              | 42,2              |
| Середній максимум, °C                                                      | 2,4               | 4,6               | 9,2               | 14,2              | 19,7              | 25,1              | 30,4              | 29,8              | 22,8              | 15,2              | 7,4               | 1,8               | 15,2              |
| Середня температура, °C                                                    | −2,7              | −0,9              | 3,2               | 7,9               | 13,1              | 18,2              | 22,7              | 21,9              | 15,7              | 9,0               | 2,1               | −3,1              | 8,9               |
| Середній мінімум, °C                                                       | −7,9              | −6,3              | −2,8              | 1,5               | 6,4               | 11,2              | 14,9              | 14,1              | 8,6               | 2,8               | −3,2              | −7,9              | 2,6               |
| Абсолютний мінімум, °C                                                     | −34,4             | −38,9             | −29,4             | −20,6             | −10               | 0,0               | 5,0               | 1,7               | −5,6              | −21,7             | −30               | −35,6             | −38,9             |
| Середня кількість сонячних годин на місяць                                 | 130,2             | 156,6             | 236,5             | 255,5             | 282,0             | 304,7             | 355,4             | 329,0             | 255,8             | 203,2             | 127,6             | 116,4             | 2752,9            |
| Норма опадів, мм                                                           | 12                | 12                | 27                | 42                | 55                | 54                | 34                | 19                | 33                | 30                | 16                | 13                | 347               |
| Днів з опадами                                                             | 6,2               | 6,2               | 9,2               | 10,2              | 12,0              | 11,5              | 7,9               | 6,0               | 7,1               | 7,3               | 6,3               | 6,6               | 96,5              |
| Днів зі снігом                                                             | 6,1               | 5,9               | 6,9               | 4,5               | 0,9               | 0,0               | 0,0               | 0,0               | 0,5               | 2,4               | 4,6               | 6,9               | 38,7              |
| Вологість повітря, %                                                       | 60.2              | 59.3              | 58.2              | 53.8              | 54.9              | 53.3              | 45.6              | 44.5              | 51.6              | 52.7              | 59.7              | 60.9              | 54.5              |
| -------------------------------------------------------------------------- | ----------------- | ----------------- | ----------------- | ----------------- | ----------------- | ----------------- | ----------------- | ----------------- | ----------------- | ----------------- | ----------------- | ----------------- | ----------------- |
| Джерело: NOAA (extremes 1934–present, sun and relative humidity 1961–1990) |                   |                   |                   |                   |                   |                   |                   |                   |                   |                   |                   |                   |                   |

## Демографія
Згідно з переписом 2010 року, у місті мешкало 104 170 осіб у 43 945 домогосподарствах у складі 26 194 родин. Густота населення становила 924 особи/км².  Було 46317 помешкань (411/км²).
Расовий склад населення:
| - 89,6 % — білих - 4,4 % — корінних американців - 0,8 % — чорних або афроамериканців - 0,7 % — азіатів - 0,1 % — вихідців з тихоокеанських островів - 1,4 % — осіб інших рас |

До двох чи більше рас належало 2,9 %. Частка іспаномовних становила 5,2 % від усіх жителів.
За віковим діапазоном населення розподілялося таким чином: 22,6 % — особи молодші 18 років, 62,4 % — особи у віці 18—64 років, 15,0 % — особи у віці 65 років та старші. Медіана віку мешканця становила 37,5 року. На 100 осіб жіночої статі у місті припадало 93,3 чоловіків;  на 100 жінок у віці від 18 років та старших — 90,6 чоловіків також старших 18 років.
Середній дохід на одне домашнє господарство  становив 69 275 доларів США (медіана — 51 012), а середній дохід на одну сім'ю — 85 081 долар (медіана — 66 212). Медіана доходів становила 45 679 доларів для чоловіків та 32 265 доларів для жінок. За межею бідності перебувало 12,8 % осіб, у тому числі 16,2 % дітей у віці до 18 років та 8,5 % осіб у віці 65 років та старших.
Цивільне працевлаштоване населення становило 55 656 осіб. Основні галузі зайнятості: освіта, охорона здоров'я та соціальна допомога — 22,7 %, роздрібна торгівля — 13,4 %, мистецтво, розваги та відпочинок — 12,6 %.

## Економіка
Географічне розташування Біллінгсу мало важливе значення для його економічного успіху. Це центр великої області, яка на сході межує з Міннеаполісом (Міннесота), на заході — з Сієтлом (Вашингтон), на півночі — з Калгарі (провінція Альберта, Канада) та на півдні — з Денвером (Колорадо). Майбутнє Біллінгсу, як важливого центру торгівлі та дистрибуції здебільшого було визначено з того моменту, як він, завдячуючи своєму географічному розташуванню, став залізничним вузлом.
Торговельна площа Біллінгсу географічно є однією з найбільших у США та обслуговує понад півмільйона осіб. В місті розмістилися штаб-квартири багатьох регіональних та національних компаній. З урахуванням того, що в штаті Монтана відсутній податок на продажі, Біллінгс, як і більшість Монтани, є пунктом роздрібної торгівлі для більшої частини Вайомінгу, Північної та Південної Дакоти. 1 долар з кожних 7, витрачених на роздрібні покупки в штаті Монтана, буде витрачено саме в Біллінгсі. Частка оптових бізнес-операцій, здійснюваних в Біллінгсі, ще значніша. На місто припадає більше, ніж чверть оптових продажів всього штату (ці цифри не включають в себе частку продажів, що здійснюються в Біллінгсі штатами Вайомінг, Північна та Південна Дакота).
Біллінгс є енергетичним центром. На території міста розміщуються найбільші запаси вугілля в США, а також великі родовища нафти та природного газу.
Біллінгс має диверсифіковану економіку, що включає в себе широку мережу закладів стаціонарної та амбулаторної медицини, а також інфраструктуру сфери обслуговування — готелі, заклади торгівлі та розваг. В місті також розміщуються заклади вищої освіти (4 кампуси та ще 19 мають ту класи чи представлені іншим чином); три нафтопереробні заводи, цукровий завод, вугільна ТЕЦ; компанії з будівництва комерційної та житлової нерухомості, виробники та дистриб'ютори будівельних матеріалів; фінансові та банкові установи; типографії та засоби масової інформації; вантажні автоперевізники; підприємства, що здійснюють оптовий продаж автозапчастин та надають ремонтні послуги. Пасажирські та вантажні авіаперевезення, вирощування пшениці та ячменю, розведення великої рогатої худоби, переробка цукрового буряку, молочна промисловість, продаж та обслуговування важкого устаткування, побутові та бізнес-послуги, дистрибуція продуктів харчування, виробництво і дистрибуція сільськогосподарської хімії, пошук та виробництво енергії, поверхневі та підземні гірничі роботи, виготовлення металоконструкцій та багато іншого забезпечують диверсифікацію та міцність економіки Біллінгсу.

## Відомі люди
- Конрад Бернс — політик, член Сенату США (Республіканська партія) від штату Монтана у 1989–2007 роках
- Чарльз Ліндберг — американський льотчик, письменник, винахідник, дослідник
- Гарі Олбрайт — американський спортсмен, професійний реслер, один з найкращих бійців японських боїв без правил «бусідо»

## Міста-побратими
- Біллінгс, Німеччина
- Діярбакир (тур. Diyarbakır), Туреччина
- Кемерово (рос. Кемерово), Росія
- Кумамото (яп. 熊本市, くまもと), Японія
- Паньцзинь (кит.: 盘锦), Китай